# Carlos Paparoni
Carlos Alberto Paparoni Ramírez (Bailadores, estado Mérida, Venezuela, 10 de septiembre de 1986) es un político venezolano. Fue diputado de la Asamblea Nacional por el circuito 4 del estado Mérida.

## Biografía

### Formación académica
Paparoni inició, estudios en la Universidad de Los Andes donde fue elegido consejero Universitario ante DAES y Coordinador General de la Federación de Centros Universitarios.
Fue director de participación social de la Alcaldía Metropolitana.

### Diputado en la Asamblea Nacional
En las elecciones parlamentarias de 2015 se postuló por la coalición de la Mesa de la Unidad Democrática (MUD) por el circuito 4 del estado Mérida, siendo electo como diputado con 61.549 votos y venciendo al candidato del PSUV Carlos León, quien obtuvo 36.488.
Fue integrante de la Comisión Permanente de Cultos y Régimen Penitenciario en 2016 y presidente de la Comisión Especial para estudiar la Crisis Alimentaria en el país en el mismo año 2016.
Desde que asumió su cargo como parlamentario en la Asamblea Nacional, Paparoni ha realizado investigaciones vinculadas a hechos de corrupción del gobierno venezolano a través de los Cómites de Abastecimiento y Producción (CLAP), la protección de activos, la crisis del sector agroalimentario y del hambre en Venezuela.
El 15 de enero, durante la sesión ordinaria de la Asamblea Nacional, Paparoni presentó un acuerdo para solicitar la protección de los activos de Venezuela ante algunos países de Latinoamérica, Estados Unidos, Emiratos Árabes, la Unión Europea, China, entre otros. En el marco del debate, Paparoni indicó que esta es una medida que busca acabar con mala administración de lo público y la corrupción.
Desde la Comisión de Finanzas de la Asamblea Nacional, Paparoni ha denunciado los avances y el apoyo de la comunidad internacional para la protección de activos en Venezuela. El 7 de febrero, el parlamentario anunció que España se unió a la lucha de la protección de activos, mediante la aprobación de una moción en el Senado Español que apoyaba a Juan Guaidó y se refiere a la prohibición de Nicolás Maduro de movilizar los activos venezolanos que se encuentran en la nación europea.
El diputado indicó que su labor no sólo se trata de la protección de los recursos económicos sino también de las refinerías de CITGO y al referirse a al tráfico del oro del gobierno de Nicolás Maduro hacia Turquía, el parlamentario informó que “hasta diciembre de 2018, Nicolás Maduro habría vendido 73 toneladas de oro.
Acerca de la crisis alimentaria y el hambre en Venezuela, Paparoni ha divulgado los resultados de diversas investigaciones. En marzo, el diputado Carlos Paparoni denunció que durante el año 2018 no se ejecutó 98% del presupuesto nacional aprobado para la alimentación. 
El parlamentario señaló que durante el 2018 para el Ministerio de Alimentación se aprobaron Bs.S. 48.420.456.974, sería el cuarto organismo en recibir más recursos, sin embargo, sólo ejecutó el 2% del monto destinado, lo que significa que “en medio de la crisis alimentaria, el desabastecimiento, la hiperinflación, la desnutrición y el hambre en Venezuela, el régimen de Nicolás Maduro se robó el dinero para la alimentación de todos los venezolanos”.
Además, el diputado destacó que el Programa de Alimentación Escolar (PAE) recibió Bs.S. 4.700.764.909 que beneficia a 5.381.057 niños, según cifras oficiales, por lo que el Gobierno Nacional sólo destinó BsS. 800 para todo el año por niño, eso no alcanza ni para darle un vaso de leche a un niño en edad escolar”.
Paparoni denunció también que solo 6% de todo el presupuesto nacional 2018 fue para el área de salud, mientras que 9% fue destinado a la alimentación.

### Retiro de la inmunidad parlamentaria
El 14 de mayo de 2019, el Tribunal Supremo de Justicia ordenó a la Asamblea Nacional Constituyente (ANC) el allanamiento de la inmunidad parlamentaria a Paparoni después del levantamiento contra Nicolás Maduro el 30 de abril. El 19 de junio salió de la clandestinidad y realizó su primera aparición en público, durante la presentación del Plan País Agroalimentario junto a Juan Guaidó.

### Agresiones contra su integridad
Durante las protestas en Venezuela de 2017 Paparoni fue agredido en múltiples ocasiones. Al inicio de la crisis institucional de Venezuela el 30 de marzo de 2017, después de que diputados opositores se reunieron a las fueras de la sede del Tribunal Supremo de Justicia y ser atacados por grupos armados y efectivos de la Guardia Nacional, Paparoni fue empujado contra una pared de concreto por un guardia nacional. El 26 de mayo, durante una movilización hacia Los Próceres, en Caracas, recibió un impacto de metra en la pierna derecha en la autopista Francisco Fajardo durante una arremetida de la Guardia Nacional, razón por la cual tuvo que ser intervenido quirúrgicamente. El 29 de mayo fue atacado por una tanqueta de agua de la Guardia Nacional en la misma autopista, resultando herido en el cráneo y el hombro. El 4 de diciembre de 2017 denunció mediante redes sociales haber sido perseguido en la autopista Francisco Fajardo, siendo disparado al vehículo en el que se trasladaba y volteándolo mientras escapaba. A pesar del accidente de tránsito, el paramédico del servicio de vías rápidas indicó que no presentó lesiones.

## Vida personal
Es hijo del también político Alexis Paparoni, quien fue el último gobernador del estado Mérida nombrado directamente por el presidente en 1989, durante el periodo de Carlos Andrés Pérez, y posteriormente electo diputado.